# マルメシン
マルメシン(Marmesin)またはノダケネチン(Nodakenetin)は、ソラレン及び直線型フラノクマリン生合成の前駆体の1つである。